# Braux-Saint-Remy
Braux-Saint-Remy település Franciaországban, Marne megyében. Lakosainak száma 81 fő (2022. január 1.). Braux-Saint-Remy Châtrices, Dampierre-le-Château, Élise-Daucourt, Rapsécourt és Sivry-Ante községekkel határos.

## Népesség
A település népességének változása:
| Lakosok száma | 74   | 77   | 86   | 76   | 95   | 87   | 86   | 81   | 79   | 81   |
|               | 1968 | 1982 | 1990 | 2006 | 2013 | 2015 | 2017 | 2019 | 2020 | 2022 |